# Hafiz Ahmed Bajá
Hafiz Ahmed Bajá ([El] Bajá Ahmed Hafiz; Plovdiv, Rumelia, 1564 - Constantinopla, 10 de febrero de 1632), conocido en las fuentes árabes como Ahmed al-Hafiz y también conocido por el epíteto Muezzinzade (Hijo del Muezzin), fue un gran visir otomano.

## Biografía
Hafiz Ahmed nace en 1564 en una familia pomaca de Plovdiv, entonces parte del eyalato de Rumelia del Imperio otomano. Es hijo de un almuédano, lo que le ganará el epíteto de Muezzinzade (Hijo del Muezzin, siendo muezzon el término turco para almuédano).
Viaja a Constantinopla con 15 años, consiguiendo ser un empleado del Palacio de Topkapı durante muchos años.
En 1609 se convierte en el valí de Damasco (Eyalato de Damasco) y más tarde sería nombrado valí de los eyalatos de Van, Erzurum, Bagdad y otros territorios de Anatolia.
El 8 de febrero de 1625 es nombrado Gran visir de Murad IV, teniendo como primer encargo retomar el territorio perdido ante el Imperio safávida en la guerra iniciada por éstos en 1623. Consigue pacificar Erzurum, que se encontraba en rebelión y llega a sitiar Bagdad, pero la llegada de un ejército de socorro liderado por el sah Abás el Grande dificulta la toma de la plaza. Durante el asedio, las tropas safávidas atacan las líneas de suministro obligando a intentar un ataque frontal contra la ciudad, que genera muchas bjas y no consigue rendir el estandarte persa. Hafid Ahmed ordena levantar el campamento el 4 de julio de 1626 y retira al ejército otomano a Mosul. El 1 de diciembre de aquel año es reemplazado por el gran visir Damat Halil Bajá con la orden de vencer definitivamente a los persas y acabar con la rebelión Abaza que no había sido pacificada del todo en Erzurum.
El 25 de octubre de 1631 fue nuevamente nombrado gran visir en sustitución de Gazi Hüsrev Bajá, reemplazo a su vez en 1628 de Damat Halil Bajá y que había tenido mejor desempeño que éste, pues había conseguido acabar con la rebelión Abaza, aunque no pudo retomar Bagdad por el clima de lluvias, sí realizó incursiones en la Armenia iraní.
El nombramiento de Hafiz Ahmed en sustitución de Gazi Hüsrev no sentó bien en las filas militares y el 7 de febrero de 1632 se sublevaron los sipahi y los kapıkulu (el cuerpo de jenízaros y caballería pesada) que se reunieron en la Plaza del Sultán y marcharon hacia el Palacio de Topkapı apoyados por otros soldados y gente de la ciudad. Ya en las cercanías de Palacio, el sultán Murad IV tuvo que llamar al orden en dos ocasiones y el gran visir Hafiz Ahmed, que se encontraba a caballo interponiéndose entre la masa de gente y el recinto del sultán, fue derribado de una pedrada y asesinado por los sublevados.

### Vida personal
Fue uno de los esposos de Ayşe Sultan, con quien tuvo dos hijos, uno que no sobrevivió a la infancia y otro nacido hacia 1610 o 1629 dependiendo la fuente llamado Mustafa y referido en fuentes como Sultanzade Mustafa Bey (Sultanzade es equivalente a Hijo de Sultan en referencia a su madre y Bey pudo ser un sufijo referido a la posición de su padre al nacer, valí de Damasco, antiguo beylicato).

## Honores
Existe una mezquita en Estambul llamada Mezquita Hafiz Ahmed Bajá (en turco: Hafız Ahmet Paşa Camii) que algunos historiadores consideraron que fue nombrada en honor a Hafiz Ahmed Bajá por Murad IV en honor a los sucesos de 1632. Investigaciones posteriores han determinado que la construcción de la mezquita comenzó en 1609 y finalizó en 1612, encontrando documentación sellada por Hafiz Ahmed en un posible encargo en sus momento previos a ser nombrado valí de Damasco.